# Irena Haiduk
Irena Haiduk (* 1982 in Belgrad) ist eine serbische Performancekünstlerin.

## Leben und Werk
Irena Haiduk lehnt Biografien ab.
Die Army of Beautiful Women ist eine Performance, bei der weibliche Angestellte der documenta in Kleid, Schuhen und mit Büchern auf dem Kopf balancierend durch die Straßen von Kassel wandeln.
Für ihr Modelabel „Yugoexport“ hat Haiduk eine Uniform für alle Documenta-14-Mitarbeiterinnen konzipiert. Sie verwendet dabei den Borosana Schuh, der zwischen 1960 und 1969 im Unternehmen Borovo entwickelt wurde. Das Tragen dieser zehenfreien Segeltuch-Schuhe für Frauen, die im öffentlichen Dienst arbeiteten, war im ehemaligen Jugoslawien vorgeschrieben. Die Sohlen waren laut Berechnungen geeignet für einen neunstündigen Arbeitseinsatz im Stehen, ohne Gefahr zu laufen, Rückenschmerzen zu bekommen.
Besucher der documenta konnten Borosana-Schuhe, sowie das passende Kleid dazu, auf der Documenta 14 kaufen. Mit dem Kauf der Schuhe verpflichteten sie sich, einen Vertrag zu unterschreiben, der die Bereitschaft erklärte, die Schuhe ausschließlich während der Arbeitszeit zu tragen. Auf diese Art und Weise ist man gezwungen, sich genau zu überlegen, wann man arbeitet – und wann nicht.